# Torneo de Doha 2022
El Qatar ExxonMobil Open 2022 fue un evento de tenis de la categoría ATP Tour 250 que se disputó en Doha, Catar en el Khalifa International Tennis Complex desde el 14 hasta el 20 de febrero de 2022.

## Distribución de puntos
| Modalidad            | Campeón | Finalista | Semifinales | Cuartos de final | 2ª ronda | 1ª ronda | Clasificados | 2ª ronda de clasificación | 1ª ronda de clasificación |
| Individual masculino | 250     | 165       | 100         | 50               | 25       | 0        | 13           | 7                         | 0                         |
| Dobles masculino     | 250     | 150       | 90          | 45               | 20       | 0        | -            | -                         | -                         |

## Cabezas de serie

### Individuales masculino
| Tenista              | Ranking | Preclasificado |
| Denis Shapovalov     | 12      | 1              |
| Roberto Bautista     | 17      | 2              |
| Nikoloz Basilashvili | 21      | 3              |
| Marin Čilić          | 24      | 4              |
| Daniel Evans         | 27      | 5              |
| Karen Khachanov      | 28      | 6              |
| Aleksandr Búblik     | 31      | 7              |
| Lloyd Harris         | 35      | 8              |

- Ranking del 7 de febrero de 2022.[2]

### Dobles masculino
| Tenista                     | Ranking | Preclasificado |
| Nikola Mektić Mate Pavić    | 3       | 1              |
| Ivan Dodig Michael Venus    | 28      | 2              |
| Wesley Koolhof Neal Skupski | 40      | 3              |
| Sander Gillé Joran Vliegen  | 59      | 4              |

## Campeones

### Individual masculino
Roberto Bautista venció a  Nikoloz Basilashvili por 6-3, 6-4

### Dobles masculino
Wesley Koolhof /  Neal Skupski vencieron a  Rohan Bopanna /  Denis Shapovalov por 7-6(7-4), 6-1